# Tu seras mon fils
Tu seras mon fils è un film francese del 2011 diretto da Gilles Legrand.